# Hứa Vĩ Văn
Hứa Vĩ Văn (sinh ngày 25 tháng 12 năm 1979) là một nam người mẫu, ca sĩ và diễn viên người Việt gốc Hoa. Anh bắt đầu sự nghiệp từ năm 16 tuổi với vai trò người mẫu, sau đó từng là thành viên nhóm nhạc GMC ở đầu thập niên 2000. Hiện tại Vĩ Văn hoạt động chủ yếu trong lĩnh vực phim truyền hình và điện ảnh.
Những bộ phim nổi bật của Hứa Vĩ Văn là Đam Mê, Giao Lộ Định Mệnh, phim truyền hình "Lời Thú Nhận Của Eva" và "Thái Sư Trần Thủ Độ''. Vĩ Văn có mặt trong các phim điện ảnh đạt doanh thu cao và nhận được nhiều lời khen của giới chuyên môn như "Thần Tượng", "Chàng Trai Năm Ấy" và "Em Là Bà Nội Của Anh".
Trong vai trò diễn viên, Hứa Vĩ Văn nhận được các giải thưởng quan trọng như Nam diễn viên phụ xuất sắc nhất tại Cánh Diều Vàng 2012 cho vai diễn trong phim Đam Mê, Nam diễn viên truyền hình được yêu thích nhất của HTV Awards 2015.
Hứa Vĩ Văn còn là MC trong nhiều sự kiện, chương trình truyền hình. Trong hai năm liên tiếp 2013 và 2014, anh được đề cử tại lễ trao giải Men of the Year của tạp chí Thể thao Văn Hóa & Đàn ông.

## Tiểu sử
Hứa Vĩ Văn sinh ngày 25 tháng 12 năm 1979 tại Chợ Lớn, Quận 5, Thành phố Hồ Chí Minh. Anh sinh ra trong một gia đình người gốc Hoa.
Theo lời Vĩ Văn, trước khi kết hôn, ba mẹ anh xuất thân từ gia đình giàu có, nhưng sau khi kết hôn, họ không được hỗ trợ tài chính. Ba của Vĩ Văn phụ bán hàng cho ông nội từ sáng đến khuya, còn mẹ anh vun vén cho gia đình hai bên nội ngoại và mở quán ăn nhỏ. Từ nhỏ, vì ba mẹ bận rộn mưu sinh nên Vĩ Văn được giao chăm sóc em trai cho đến khi người em học tiểu học.

## Sự nghiệp

### Thời niên thiếu và khởi nghiệp từ vai trò người mẫu
Khi còn nhỏ Hứa Vĩ Văn tham gia Nhà văn hóa thiếu nhi và bộc lộ năng khiếu nghệ thuật từ sớm. Năm 16 tuổi anh đoạt giải nhất trong cuộc thi nam sinh thanh lịch của trường PTTH Bùi Thị Xuân. Vào thời điểm đó, anh đang tham gia câu lạc bộ người mẫu Hoa Học Đường tại Nhà văn hóa Thanh Niên. Năm 2000, Vĩ Văn đoạt giải nhất cuộc thi thời trang xuân do Nhà văn hóa Thanh Niên tổ chức.
Năm 2002, Vĩ Văn theo học tại trường Đại học Mỹ thuật Thành phố Hồ Chí Minh, đây cũng là thời điểm anh bắt đầu gia nhập làng giải trí. Cùng năm này, anh xuất hiện trong Quảng cáo Bột ngọt Ajinomoto. Năm 2003, Vĩ Văn đoạt giải Người mẫu được yêu thích nhất cùng với Hồ Ngọc Hà.

### Ca hát và gia nhập nhóm nhạc GMC
Sau khi đoạt giải Người mẫu được yêu thích nhất, Hứa Vĩ Văn thử sức với lĩnh vực âm nhạc. Tháng 3 năm 2004, anh phát hành album đầu tiên do chính anh biên tập và thực hiện nhưng thất bại vì chưa có tên tuổi.
Không lâu sau, Vĩ Văn gia nhập nhóm nhạc GMC của công ty Nhạc Xanh cùng với Nhật Thăng. Lúc này, album vol 2 của anh đã được hoàn thiện. Sau khi cùng GMC phát hành album Vẫn yêu như thuở ấy, anh dần vắng mặt vì bận rộn đóng phim, cuối cùng anh quyết định rời nhóm.
Năm 2005, Vĩ Văn ra mắt album thứ hai có tên Quán cafe mùa hè gồm 8 ca khúc nhẹ nhàng, đậm chất trữ tình mang tới hình ảnh trưởng thành. Anh mạnh dạn hát lại các ca khúc khá quen thuộc với khán giả như Quán cafe mùa hè từng được diva Mỹ Linh thể hiện thành công, Đừng hát khi buồn (Hồ Ngọc Hà),... Album có sự tham gia của ca sĩ Hiền Thục và Khánh Linh.
Năm 2007, Vĩ Văn phát hành album vol 3 nhưng không tạo được nhiều sự chú ý.
Tháng 4 năm 2016, Vĩ Văn tung ra MV Chỉ Mong Trái Tim Người theo phong cách phim ngôn tình. Đây là ca khúc chủ đề của bộ phim Trung Quốc Bí mật bị thời gian vùi lấp chuyển thể từ tiểu thuyết ngôn tình cùng tên. Bài hát được mua bản quyền, lời Việt sát với nội dung bản gốc.

### Truyền hình và tranh cãi bỏ vai
Năm 2002, Hứa Vĩ Văn đoạt giải ba trong cuộc thi tuyển diễn viên điện ảnh triển vọng toàn quốc do Hội Điện ảnh Việt Nam tổ chức. Sau đó, anh có vai diễn đầu tiên trong phim truyền hình Cây Huê Xà chuyển thể từ truyện ngắn cùng tên của nhà văn Nam Sơn. Trong phim Vĩ Văn đóng vai con trai của diễn viên gạo cội Thương Tín. Nhân vật Lợi - chàng nông dân miệt vườn của Vĩ Văn tạo được cảm tình với người xem. Anh được khen có lối diễn mộc mạc, chân chất, tạo nên tính cách của người thanh niên Nam Bộ hiền lành, hiếu thảo.
Sau Cây Huê Xà, Vĩ Văn đóng vai nhỏ trong nhiều phim truyền hình khác như: Lời thề Đất Mũi, Người đẹp Yasan, Ảo ảnh, Chuyện tình yêu, Công ty thời trang, Nợ đời, Ghen, Ai, Tình yêu pha lê... Năm 2007, Vĩ Văn là một trong những khách mời (cameo) trong phần 2 của phim truyền hình ăn khách Nhật ký Vàng Anh.
Năm 2011, Vĩ Văn đóng vai chính trong phim viễn tưởng tình cảm Anh Chàng Vượt Thời Gian được phát sóng trên kênh VTV3 Đài truyền hình Việt Nam. Trong phim Vĩ Văn đóng vai Đỗ Hải Anh - một đạo diễn trẻ du học nước ngoài khi trở về quê hương làm việc bị tai nạn giao thông và rơi vào hôn mê. Trong giấc mơ, anh trở thành một con người khác cùng với những chuyến du hành trở về quá khứ xa xưa hàng ngàn năm trước. Bộ phim bị báo chí và người xem nhận xét chất lượng kém, "thảm họa phim Việt" và bị ngừng phát sóng sau khi kết thúc phần một. Riêng Vĩ Văn bỏ vai diễn nửa chừng khi phim trình chiếu được 9 tập vì cách làm việc cẩu thả và thiếu chuyên nghiệp của nhà sản xuất làm giảm chất lượng phim, còn các diễn viên bị khán giả chỉ trích rất nhiều. Ngay sau đó, Vĩ Văn bị nhà sản xuất của bộ phim đổ trách nhiệm và buông lời xúc phạm trước truyền thông, mặc dù thắng kiện trong việc đòi lại danh dự và các trang mạng đăng tải thông tin sai lệch đã lên tiếng xin lỗi nhưng sự việc đã gây không ít khó khăn và tổn thất cho sự nghiệp của anh.
Tháng 4 năm 2011, sau Anh chàng vượt thời gian, một bộ phim truyền hình khác mà Vĩ Văn đóng vai nam chính là Lời Thú Nhận Của Eva lên sóng VTV3. Nhân vật của anh là Trần Nguyên - một ông bố trẻ đơn thân hết mực yêu thương gia đình, đồng thời là giám đốc thành đạt được nhiều cô gái theo đuổi. Trong phim Vĩ Văn đóng cặp với nữ diễn viên Huyền Lizzie. Bộ phim thu hút sự chú ý của truyền thông và khán giả. Nhân vật Trần Nguyên của Vĩ Văn cũng tạo nên cơn sốt với người xem.
Cũng trong thời gian Lời Thú Nhận Của Eva trình chiếu, Vĩ Văn còn đảm nhận vai chính trong phim Gieo Gió phát sóng vào tháng 6 năm 2011 trên kênh HTV7. Nhân vật của anh là một luật sư chính trực phải đối phó với nhiều thế lực xấu để tìm ra hung thủ gây ra cái chết của người bạn thân của mình là luật sư Khang (do Quốc Cường thủ vai). Lần này anh kết hợp với nữ diễn viên Nhật Kim Anh.
Trong thời gian từ cuối năm 2007 đến 2010, Vĩ Văn còn tham gia dự án phim truyền hình khá lớn là Thái sư Trần Thủ Độ, trong vai Thái tử Sảm. Phim được sản xuất nhân dịp kỷ niệm mừng Đại lễ 1000 năm Thăng Long – Hà Nội có chi phí sản xuất lên đến hơn 50 tỷ đồng, được khán giả và truyền thông mong đợi. Tác phẩm lên sóng từ tháng 10 năm 2013 trên VTV1 và giành được ba giải thưởng lớn tại lễ trao giải Cánh Diều Vàng gồm Phim truyện truyền hình xuất sắc nhất, Đạo diễn xuất sắc nhất và Biên kịch xuất sắc nhất.
Năm 2013, Vĩ Văn có bộ phim truyền hình gây chú ý khác là Váy Hồng Tầng 24. Tác phẩm được mua bản quyền từ bộ phim ăn khách nhất Đài Loan năm 2010 Unbeatable 1 - bộ phim được xem là phiên bản Sex and the City của châu Á.
Tháng 3 năm 2015, sau hai năm vắng bóng trên màn ảnh nhỏ, Vĩ Văn trở lại qua bộ phim Mặt Nạ Thiên Thần. Nhân vật của anh là một ngôi sao nổi tiếng nhưng vì muốn bảo vệ em gái nên đã đứng ra nhận tội giết người thay cho em.
Năm 2017, Vĩ Văn có dự án phim truyền hình lớn là phần ba của Hồ Sơ Lửa dự kiến kéo dài 1100 tập, lấy cảm hứng từ những câu chuyện phá án có thật của các chiến sĩ công an. Anh đóng vai đội trưởng đội cảnh sát hình sự thuộc Phòng Cảnh sát hình sự Thành phố Hồ Chí Minh.

### Đột phá với phim điện ảnh
Năm 2006, Hứa Vĩ Văn có vai chính đầu tiên trong phim điện ảnh "Chuyện tình Sài Gòn "(Saigon Love Story) của đạo diễn Ringo Lê. Cùng tham gia bộ phim còn có diễn viên - ca sĩ Ngô Thanh Vân, NSƯT Kim Xuân, tài tử điện ảnh Nguyễn Chánh Tín và Yến Vy. Tuy nhiên vì scandal của Yến Vy. và nhiều sự cố khác nên bộ phim bị hoãn ra rạp. Sau hai năm bị trì hoãn, tháng 2 năm 2008, Chuyện tình Sài Gòn mới được công chiếu.
Năm 2010, Vĩ Văn vào vai Kiệt trong phim điện ảnh Giao lộ định mệnh của đạo diễn Victor Vũ, anh thể hiện mình ở một hình ảnh hoàn toàn mới.
Năm 2012, Vĩ Văn đảm nhận vai phụ trong phim Đam Mê của đạo diễn Phi Tiến Sơn. Đây là lần đầu tiên anh đóng vai phản diện. Mặc dù bộ phim không được đánh giá cao, nhưng vai diễn của Vĩ Văn được giới chuyên môn ghi nhận. Tại lễ trao giải Cánh Diều Vàng năm 2012, anh nhận giải "Nam diễn viên phụ xuất sắc nhất" thuộc thể loại phim truyện điện ảnh.
Trong năm anh còn tham gia một vai diễn cameo trong bộ phim điện ảnh Âm mưu giày gót nhọn của đạo diễn Hàm Trần và một vai nặng ký khác trong phim điện ảnh Thần Tượng của đạo diễn Quang Huy, công ty sản xuất WePro, cùng các diễn viên Harry Lu, Hoàng Thùy Linh, Ngô Kiến Huy, Vĩnh Thụy... Vai diễn trong phim giúp Vĩ Văn tiếp tục được đề cử Nam diễn viên phụ xuất sắc nhất của giải thưởng Cánh diều vàng 2013.
Sang năm 2014, Vĩ Văn tiếp tục cộng tác với đạo diễn Quang Huy trong dự án Chàng Trai Năm Ấy, phim dựa theo cuộc đời cố ca sĩ Wanbi Tuấn Anh. Vĩ Văn vào vai Lâm – người quản lý tham tiền của Đình Phong (do Sơn Tùng M-TP thủ vai). Bộ phim đạt doanh thu 70 tỷ đồng, trở thành một trong những phim ăn khách nhất điện ảnh Việt Nam năm 2015.
Năm 2015, Vĩ Văn tham gia dự án Em Là Bà Nội Của Anh do nhà phê bình Phan Gia Nhật Linh lần đầu làm đạo diễn. Tác phẩm làm lại từ phim ăn khách của Hàn Quốc Susanghan Geunyeo (Miss Granny). Anh thể hiện vai nhà sản xuất âm nhạc có cảm tình với nữ chính Miu Lê. Bộ phim ra rạp vào tháng 12 năm 2015 và đem về doanh thu 102 tỷ đồng, trở thành cơn sốt phòng vé. Tháng 10 năm 2015, anh sang Hàn Quốc dự Liên hoan phim Busan - sự kiện điện ảnh lớn nhất châu Á.
Tháng 7 năm 2016, dự án phim hài hành trình Chạy Đi Rồi Tính được công bố, trong đó có sự tham gia chính của Vĩ Văn. Anh đóng vai chồng của ca sĩ phòng trà do Diễm My 9x thủ vai. Khác với người vợ hám danh vọng, nhân vật của Vĩ Văn chỉ là người bán sữa đậu nành, tính tình nhu nhược nhưng hết lòng thương yêu vợ con. Tác phẩm dự kiến ra mắt vào dịp Tết Nguyên Đán 2017 nhưng sau đó được công chiếu sớm hơn kế hoạch một tháng. Phim nhận được nhiều lời khen ngợi của báo giới.
Năm 2017, Vĩ Văn tiết lộ trong một bài phỏng vấn rằng anh sẽ thủ vai nam chính trong hai bộ phim điện ảnh remake của Hàn Quốc và một phim quốc tế của Singapore. Anh cũng sẽ thử sức trong vai trò nhà sản xuất của một dự án phim thuộc thể loại kinh dị.

## Đời tư
Năm 2004, Hứa Vĩ Văn vướng tin đồn hẹn hò ca sĩ Hiền Thục sau khi vài bức ảnh cưới được công bố trên một tờ báo.
Trong một bài phỏng vấn trên báo VnExpress, Vĩ Văn tiết lộ rằng thời thanh xuân anh từng có ba mối tình. Sau mối tình đầu kéo dài ba năm, Vĩ Văn phải lòng cô bạn học chung thời phổ thông nhưng mối quan hệ trở nên rắc rối. Sang đến cuộc tình thứ ba cũng là người khiến anh đau khổ nhất. Bước sang tuổi 40, Vĩ Văn luôn từ chối tiết lộ về đời sống tình cảm riêng. Anh tự gọi mình là "độc thân quý tộc".
Vĩ Văn từng rời khỏi showbiz một thời gian ngắn. Đó là vào năm 2007, khi có một vị trí nhất định trong nghề, nhưng vì sự tự mãn khiến Vĩ Văn trở nên trầm lắng và phải sang Mỹ sống ẩn dật.

## Tác phẩm

### Truyền hình
| Năm  | Tựa phim                           | Vai diễn     | Đạo diễn                       | Kênh   | Nguồn         |
| ---- | ---------------------------------- | ------------ | ------------------------------ | ------ | ------------- |
| 2002 | Cây Huê Xà                         | Lợi          | Xuân Cường                     | VTV3   |               |
| 2003 | Lời thề Đất Mũi                    |              | Trần Văn Hưng                  | VTV1   |               |
| 2004 | Người đẹp yasan                    |              |                                | VTV3   |               |
| 2005 | Công ty thời trang                 | Nhật         | Đinh Đức Liêm                  | HTV9   |               |
| 2005 | Ảo ảnh                             | Đạt          | Nguyễn Danh Dũng               | HTV7   |               |
| 2006 | Chuyện tình yêu                    |              | Xuân Phước                     | HTV7   |               |
| 2007 | Ghen                               |              | Đặng Lưu Việt Bảo              | HTV9   |               |
| 2007 | Nhật ký Vàng Anh                   | Anh họ Quân  | Nguyễn Khải Anh - Đỗ Thanh Hải | VTV3   |               |
| 2008 | Tình yêu pha lê                    | Nguyễn Hoàng | Xuân Cường                     | HTV7   |               |
| 2010 | Ai                                 | Khanh        | Trương Dũng                    | HTV7   |               |
| 2010 | Một dành cho em                    | Văn Anh      | Xuân Phước                     | HTV7   |               |
| 2011 | Lời thú nhận của Eva               | Trần Nguyên  | Nguyễn Mạnh Hà                 | VTV3   | Có giọng bắc. |
| 2011 | Gieo gió                           | Quân         | Trần Hà Sơn                    | HTV7   |               |
| 2011 | Anh chàng vượt thời gian           | Đỗ Hải Anh   | Hoàng Thiên Trụ                | VTV3   |               |
| 2013 | Váy hồng tầng 24                   | Hữu Điền     | Nguyễn Minh Chung              | VTV3   |               |
| 2013 | Thái sư Trần Thủ Độ                | Thái tử Sảm  | Đào Duy Phúc                   | VTV1   | Có giọng bắc. |
| 2015 | Mặt nạ thiên thần                  | Duy Thái     | Đặng Lưu Việt Bảo              | HTV7   |               |
| 2015 | Khúc tương tư                      | Hai Chánh    | Xuân Phước                     | HTV7   |               |
| 2015 | Trại cá sấu                        | Khánh Toàn   | Trần Toàn                      | SCTV14 |               |
| 2015 | Khi em đã lớn                      | Vũ / Huy     | Đặng Lưu Việt Bảo              | HTV7   |               |
| 2016 | Nước mắt chảy ngược                | Khải         | Nguyễn Quang Minh              | SCTV14 |               |
| 2016 | Dã tâm thiên thần                  | Thành Lập    | Trần Quang Đại                 | HTV9   |               |
| 2017 | Hồ sơ lửa phần 3: Tử Thi Lên Tiếng | Huy          | Dũng Nghệ                      | SCTV14 |               |
| 2019 | Chàng trai hệ mặt trời             | Sông         | Trần Lý Trí Tân                | THVL1  |               |

### Điện ảnh
| Năm  | Tựa phim             | Vai diễn          | Đạo diễn           | Nguồn  |
| ---- | -------------------- | ----------------- | ------------------ | ------ |
| 2006 | Chuyện tình Sài Gòn  |                   | Ringo Lê           |        |
| 2010 | Giao lộ định mệnh    | Kiệt              | Victor Vũ          |        |
| 2012 | Đam Mê               | Hai Hoàng         | Phi Tiến Sơn       |        |
| 2013 | Âm mưu giày gót nhọn | Tuấn              | Trần Hàm           |        |
| 2013 | Thần Tượng           | Long              | Nguyễn Quang Huy   |        |
| 2014 | Chàng trai năm ấy    | Lâm               | Nguyễn Quang Huy   |        |
| 2015 | Em là bà nội của anh | Mạnh Đức          | Phan Gia Nhật Linh |        |
| 2017 | Chạy đi rồi tính     | Đông Hùng         | Bảo Nhân & Namcito |        |
| 2018 | Ống kính sát nhân    | thanh tra K       | Nguyễn Hữu Hoàng   |        |
| 2018 | Chàng vợ của em      | Mạnh              | Charlie Nguyễn     |        |
| 2020 | Tiệc trăng máu       | Ngọc Quang        | Nguyễn Quang Dũng  |        |
| 2020 | Trái tim quái vật    | ông Bé què        | Tạ Nguyên Hiệp     |        |
| 2021 | Em là của em         | Khoa              | Lê Thiện Viễn      |        |
| 2022 | Nghề siêu dễ         | Ông Thái bao đồng | Võ Thanh Hòa       |        |
| 2022 | Em và Trịnh          | Chồng Dao Ánh     |                    |        |
| 2023 | Biệt đội rất ổn      | Hào Phong         | Tạ Nguyên Hiệp     | [ 34 ] |
| 2023 | Đất rừng phương Nam  | Thầy giáo Bảy     | Nguyễn Quang Dũng  |        |
| 2025 | Mưa đỏ               | Bác sĩ Lê         | Đặng Thái Huyền    | [ 35 ] |

### Chương trình truyền hình
| Năm         | Tiêu đề                      | Vai trò   | Phát sóng trên | Mùa/Tập | Chú thích |
| ----------- | ---------------------------- | --------- | -------------- | ------- | --------- |
| 2011 – 2014 | Bước nhảy hoàn vũ            |           | VTV3           |         |           |
| 2011 – 2014 | Vào bếp là chuyện nhỏ        | Khách mời | VTV3           |         |           |
| 2015        | Hội quán tiếu lâm            | Khách mời | THVL1          |         |           |
| 2015        | Bữa trưa vui vẻ              | Khách mời | VTV6           |         |           |
| 2016        | Người bí ẩn                  | Khách mời | HTV7           |         |           |
| 2016        | Ai cũng bật cười             | Khách mời | HTV2           |         |           |
| 2016        | Ơn giời cậu đây rồi!         | Khách mời | VTV3           |         |           |
| 2016        | Kỳ tài thách đấu             | Khách mời | HTV7           |         |           |
| 2017        | Người bí ẩn                  |           | HTV7           |         |           |
| 2018        | Khi đàn ông mang bầu         |           | VTV3           |         |           |
| 2019        | Sao hỏa sao kim              | Khách mời | HTV7           |         |           |
| 2019        | Bistro K - Quán ăn hạnh phúc |           | HTV2           |         |           |
| 2022        | Khu Rừng Nhỏ                 |           | HTV7           |         |           |

### Quảng cáo
- Bột ngọt Ajinomoto (2002 – 2003) ft Anh Thư
- Điện thoại Oppo Neo 3 (2014)
- Mì Cung đình (2016)
- Xe Suzuki Swift (2017)
- Bia Heiniken (2017)
- Samsung (2018)
- Fecon (05/09/2010)

## Danh sách đĩa nhạc

#### Album phòng thu
- Hứa Vĩ Văn (2004)[36]
- Quán Café mùa hè (2005)
- Ngày về (2007)

## Giải thưởng
| Năm  | Giải thưởng    | Hạng mục                          | Tác phẩm             | Kết quả   | Nguồn         |
| ---- | -------------- | --------------------------------- | -------------------- | --------- | ------------- |
| 2011 | Giải Mai Vàng  | Nam diễn viên truyền hình         | Lời thú nhận của Eva | Đề cử     | [ 37 ] [ 38 ] |
| 2012 | Giải Cánh diều | Nam diễn viên phụ xuất sắc        | Đam mê               | Đoạt giải | [ 39 ] [ 40 ] |
| 2016 | HTV Awards     | Nam diễn viên được yêu thích nhất | Khúc tương tư        | Đoạt giải | [ 41 ] [ 42 ] |